# 1996年夏季奥林匹克运动会篮球比赛
1996年夏季奥林匹克运动会篮球比赛是奥运会历史上第2次允许职业运动员参加的比赛，美国派出了查尔斯·巴克利，格兰特·希尔，沙奎尔·奥尼尔领衔的梦之队并顺利获得男子金牌。女子金牌也被美国队获得。

## 赛事
男子比赛的亚军由南斯拉夫队获得，而立陶宛再次获得季军。王治郅率领的中国国家男子篮球队历史性的在此次奥运会中进入奥运会八强。
而女子比赛的亚军和季军被巴西队和澳大利亚队获得。

## 奖项
| 项目 | 金牌        | 银牌            | 铜牌          |
| 男子 | 美国（USA） | 南斯拉夫（YUG） | 立陶宛（LTU） |

| 项目 | 金牌        | 银牌        | 铜牌    |
| 女子 | 美国（USA） | 巴西（BRA） | （AUS） |